# John Cuthbert
John Cuthbert, född 16 december 1894, död 10 maj 1960, var en friidrottare från Kanada. Han deltog vid olympiska sommarspelen 1924.